# -Oz-
–OZ– (jap. オズ Ozu) – japoński zespół visual kei, grający głównie rock alternatywny. Został założony w październiku 2004 roku. –OZ– obecnie współpracują z wytwórnią Loop Ash i CLJ Records. Wydali dwa albumy studyjne, "Versus" i "Rouge", a także DVD, single i maxi single. W styczniu 2011 roku, wyruszyli w swoją pierwszą trasę europejską.
16 czerwca 2013 roku w Shibuya O-West odbył się ostatni koncert zespołu, po którym grupa została rozwiązana.

## Członkowie
- Natsuki – wokal
- Aki – gitara
- Tama – gitara
- Nao – gitara basowa
- Zukki – perkusja

## Dyskografia

### Albumy
- Versus (16 września 2009)
- Rouge (10 listopada 2010)
- Crunk (minialbum; 14 listopada 2012)

### Single & Maxi Single
- Decay (25 lipca 2005}
- And to the End (29 września 2005)
- Scene In the misereal (5 marca 2006)
- Eve’s Apple (22 listopada 2006)
- Adam’s Apple (27 grudnia 2006)
- Six (30 maja 2007)
- Elf (31 października 2007)
- Athena (5 marca 2008)
- Bulk (30 lipca 2008)
- S.I.N (2 kwietnia 2008)
- Spiral (3 września 2008)
- Raze (28 grudnia 2008)
- Venom (4 marca 2009)
- Detox (1 kwietnia 2009)
- White Pallet (28 grudnia 2009)
- Wisteria (24 lutego 2010)
- Viridan (5 maja 2010)
- Force (28 grudnia 2010)
- Souga (5 października 2011)
- Stigma (21 marca 2012)

### DVD
- Detox (1 kwietnia 2009)
- Versus (16 września 2009)
- Wisteria (24 lutego 2010)
- Viridan (5 maja 2010)